# Брана Три клисуре
Брана Три клисуре или Три кланца (Кина) је хидроелектрана, с браном на реци Јангцекјанг, која је трећа најдужа река на свету. То је хидроелектрана с највећом инсталираном снагом на свету од 22.500 MW (2012). Задња водна турбина највеће кинеске хидроелектране Три клисуре је спојена на мрежу 2012. године, чиме је ова хидроелектрана коначно довршена. С градњом се кренуло још 1994, а коштала је око 50 милијарди америчких долара. Сама брана је завршена 2006. Осим дизалица за бродове, сви делови хидроелектране су завршени 30. октобра 2008, када је 26 водених турбина почело са употребом за производњу електричне енергије. Хидроелектрана има чак 32 водене турбине, а свака има снагу од 700 MW, те само ова хидроелектрана производи 11% потреба Кине за електричном енергијом. Уз још два електрична генератора, сваки са 50 MW, коначна инсталирана снага је 22.500 MW. Дизалице за бродове су завршене у децембру 2015.
Осим великог хидроенергетског потенцијала, хидроелектрана Три клисуре смањује појаву честих поплава и повећава могућност превоза робе. Значајан је и еколошки допринос због смањења гасова стаклене баште, ако знамо да Кина готово сву енергију добија изгарањем фосилних горива, посебно угља. Предност пројекта је и наводњавање околних низводних пољопривредних површина, као и планови за водоопскрбу северних и сушнијих делова Кине. Иако многи у Кини сматрају ову хидроелектрану неопходним за развој кинеске привреде и развоја Кине у водећу светску силу, многи стручњаци сматрају да би негативни учинци пројекта могли надмашити његове позитивне учинке, поготово због расељења 1,3 милиона људи, еколошких промена, све већег клизања тла, потапања многих археолошких и историјских места.

## Историја
Због честих поплава и великог хидроенергетског потенцијала, идеја о регулацији реке Јангцекјанг дуго је присутна. Након првих јавних најава 1914. првог председника Кине Сун Јат-сена, проведена су истраживања о најпогоднијој локацији. За пројект Три клисуре организована је национална мрежа стручњака за израду и преглед појединих решења и делова пројекта, а укључени су и бројни стручњаци из преко десет земаља света. За локацију је одабран предео зван Три клисуре, где је река Јангцекјанг најужа и где јој је хидропотенцијал изразит. Ту су на простору дугом 200 km, између градова Вансјен и Јиџанг, идући низводно смештена три клисуре: Ћутанг, дуг 8 km (најкраћи и најужи), Ву, дуг 40 km и Силинг, дужине 80 km (најопаснији због плићака и брзине воде).
Године 1939. за време Другог кинеско-јапанског рата, предео Три клисуре је био окупиран од стране јапанске војске. Након доласка комуниста на власт, Мао Цедунг је подржавао пројект, али се ипак одлучио да започне други пројект, хидроелектрану Геџоуба. Додине 1954. догодила се велика поплава, у којој је погинуло око 33.000 људи, тако да се након те несреће озбиљно почело размишљати о градњи велике бране код Три клисуре.
Године 1992. кинеске власти су коначно одлучиле да почну са градњом, која је започела крајем 1994. Брана је завршена 2006, а сви други делови хидроелектране су завршени 30. октобра 2008, осим дизалица за бродове. Хидроелектрана тренутно ради са снагом од 22.500 MW, јер је 2012. и задња водена турбина пуштена у рад.

## Величина бране
Брана је направљена од бетона и дуга је 2.335 м, а врх бране или круна се налази на надморској висини од 185 м. За радове је уграђено 27.200.000 м³ бетона, 463.000 тона челика (довољно за 63 Ајфелова торња) и ископано је око 102.600.000 м³ земље и стена. Бетонска брана је висока 181 м изнад основе стена.
Када је ниво воде на висини од 175 м изнад нивоа мора (тада је разлика површине воде узводно и низводно 110 м), вештачко језеро је дуго око 600 km и широко 1,12 km. Садржи тада 39,3 km3 воде, а површина је око 1045 km². Вештачко језеро прекрива око 632 km² земље, поређења ради хидроелектраном Итаипу има вештачко језеро које покрива 1350 km².

### Трошкови
Кинеске власти процењују да ће цели пројект коштати око 22,5 милијарде америчких долара, а да ће се трошкови исплатити након 10 година пуног рада.

## Производња електричне енергије и расподела

### Електрични генератор
Главни електрични генератор има 6.000 тона сваки и конструисани су са излазном снагом од 700 МW. Висина притиска или максимални расположиви водени пад је 80,6 м. Проток воде износи од 600 до 950 м³/s, зависно од расположивог воденог пада. Што је већи расположиви водени пад, то је мањи проток потребан да се постигне снага електричног генератора.
Хидроелектрана користи Францисове турбине, с пречником 9,7/10,4 м (два произвођача) и окрећу се брзином од 75 окретаја у минути. Пројектна снага је 778 MVA, са максимумом од 840 MVA и фактором снаге 0,9. Добијена електрична струја има напон од 20 kV. Спољни пречник статора електричног генератора је 21,4/20,9 м, а унутрашњи пречник 18,5/18,8 м. Статор је висок 3,1/3 м. Оптерећење темеља је 5050/5500 тона. Просечан ступањ искориштења је 94%, а достиже до 96,5%.

### Годишња излазна снага хидроелектране
До 16. септембара 2009. електрана је произвела 348,4 TWh електричне струје. Инсталирана снага је за 4.300 MW већа од Хидроелектране Итаипу. Од новембра до маја излазна снага је смањена због смањеног протока воде и сушног периода.
| Година | Број инсталираних водених турбина |         |        |
| ------ | --------------------------------- | ------- | ------ |
| 2003.  | 6                                 | 8 607   |        |
| 2004.  | 11                                | 39 155  |        |
| 2005.  | 14                                | 49 090  |        |
| 2006.  | 14                                | 49 250  |        |
| 2007.  | 21                                | 61 600  |        |
| 2008.  | 26                                | 80 812  | [ 36 ] |
| 2009.  | 26                                | 79 470  | [ 37 ] |
| 2010.  | 26                                | 84 370  | [ 38 ] |
| 2011.  | 29                                | 78 290  | [ 39 ] |
| 2012.  | 32                                | 25 907  | [ 40 ] |
| Укупно | 29(32)                            | 556 551 |        |

## Утицај на животну средину

### Емисија
Да би добили око 1  електричне енергије, потребно је 366 грама угља. Због тога ова хидроелектрана смањује потрошњу угла за 31 милиона тона годишње, те смањује ниво гасова стаклене баште: 1 милион тона сумпор диоксида, 370 000 тона азотних оксида, 10 000 тона угљен-моноксида, а и значајну количину живе. Штеди се и на енергији за ископавање, прање и превоз руде до електране.
Вештачко језеро је повећало превоз шлеповима за 6 пута, смањујући и тако емисију угљен-диоксид за 630.000 тона. Од 2004. до 2007. укупно је прошло кроз бродску преводницу 198 милиона тона робе.

### Ерозија и седиментација
Примећене су две посебне опасности за брану. Задржавање воде испред бране повећава њену температуру и мења минерални састав, што утиче биљни и животињски свет (нестанак или озбиљно угрожавање неколико ретких речних врста). Задржавањем и успоравањем реке смањује се њена функција одводњавања отпадних вода великих градова. Река Јангцекјанг једна је од муљем најбогатијих река света.
Неки стручњаци изражавају страх да би повећана тежина узрокована накупљањем воде и седимената могла реактивирати раседну зону на којој се налази акумулационо језеро, што би опет узроковало потрес који би могао оштетити или срушити брану. Већ се бележи појачана сеизмичка активност у том подручју.
Смањење муља низводно доводи до два проблема:
- Изградњом бране муљ се задржава и таложи у језеру, чиме се смањује његов повољан утицај на пољопривреду низводно од бране што ће за посљедицу имати повећану употребу хемијских средстава и даљњу деградацију тала.
- Наглашава се и угроженост Шангаја који лежи у делти Јангцекјанга, која се изграђује богатим наносима муља. Такав сценарио неодољиво подсећа на реку Нил и Асуанску брану.[42]

## Пољопривреда, индустрија, поплаве
Уз енергетску добит важна је и заштита од поплава, те пловидбе. Управо заштиту од разорних поплава кинеска влада наглашава као примарни циљ изградње мегапројекта. Уз смањење прометних трошкова до 40%, од Шангаја узводно до Чунгкинга уместо бродова до највише 3.500 тона, моћи ће пловити они до 10.000 тона.
За монсунских киша река Јангцекјанг и притоке се разливају и чести су разорни поплавни таласи (само у 20. веку због њених поплава погинуло је око 300.000 људи). Долина реке је главно пољопривредно (житница Кине) и важно индустријско подручје Кине. У њој се остварује више од половине кинеске пољопривредне производње (пшеница, јечам, кукуруз, конопља и др.) и чак 75% кинеске производње риже. Подручје Јангцекјанг најнасељеније је подручје Кине у којем живи око 1/3 укупног становништва.

## Остали ефекти

### Културни ефект
Средњи део тока реке Јангцекјанг једна је од колевки кинеске цивилизације. Због изградње бране под водом се налазе споменици из две последње кинеске династије, Минг и Ћинг, на чак 1.208 историјских локалитета, те познате пећинске скулптуре из династије Танг (7—10. века). Дио историјских споменика је пресељен, али многи ће трагови живота стари и 6.000 година остали су под водом.

### Цена пројекта
Противници целог пројекта наглашавају и његову скупоћу. Службене бројке се крећу око 22,5 милијарде америчких долара, док неслужбене бројке због инфлације расту и до вртоглавих 100 милијарди америчких долара. За тај новац, наглашавају могло се изградити неколико мањих хидроелектрана, које би узимајући у обзир негативне учинке имале већу исплативост.

## Основни подаци
- Димензије
  - Висина - 185 метара
  - Осовинска дужина - 2309,47 метара

- Електрана
  - Производња струје - 85.000.000.000 киловат часова годишње (око 3,88% годишње потрошње целе Кине)
  - Генератори - планирања уградња 26 генератора, сваки јачине 700 MW.

- Резервоар[45][46]
  - Нормални ниво воде - 175 метара
  - Капацитет - 39,3 милијарде m³

## Изглед бране
Овде су представљени модели који показују како ће брана изгледати кад буде у потпуности завршена 2009. године.
- Главни прелив окружен електричном кућицом и пролазом за бродове здесна
- Пролаз за бродове са леве стране
- Поглед на главну брану